# Famille Valier
Pour les articles homonymes, voir Valier.
 (juillet 2024).

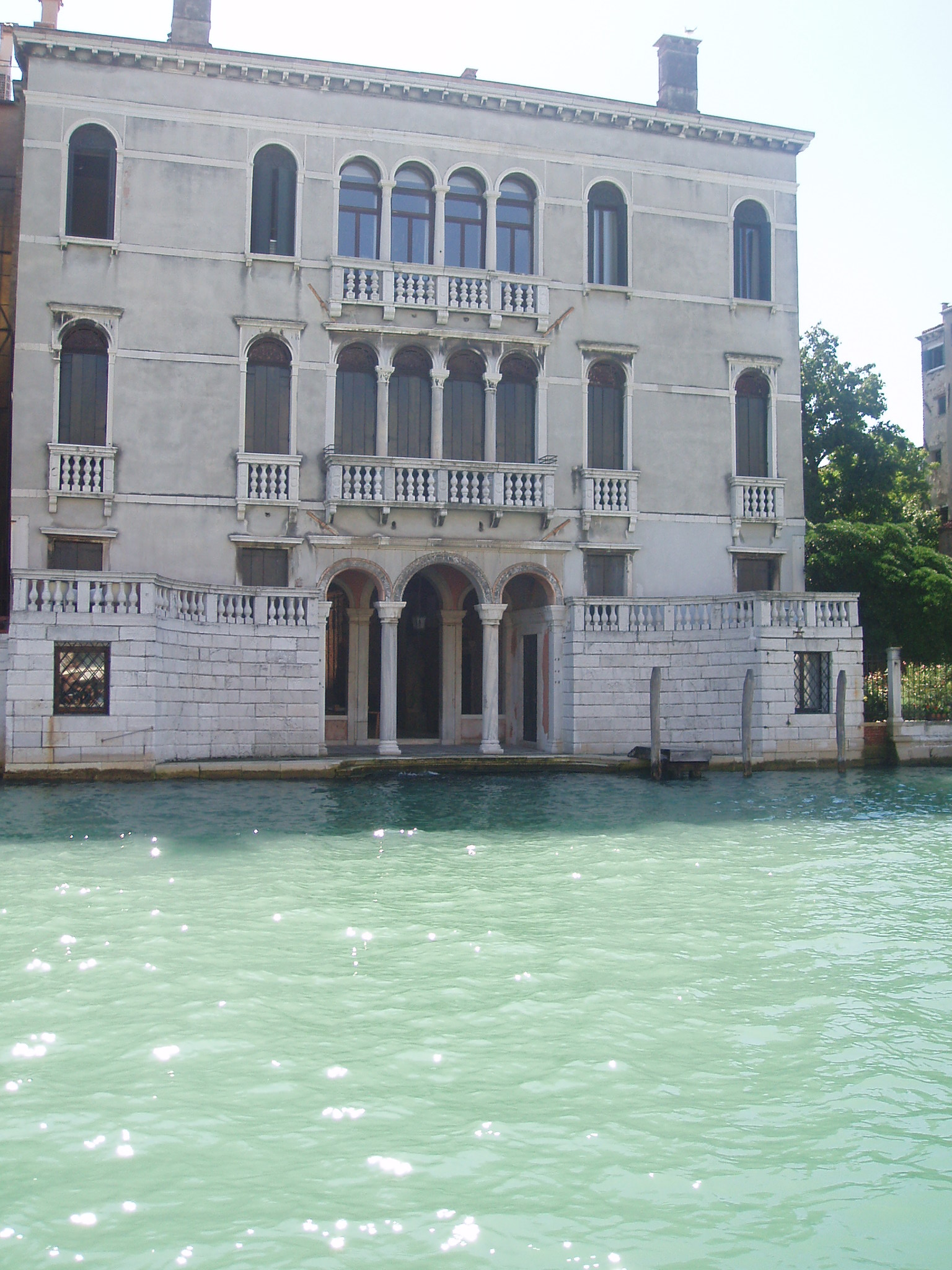
Palais Balbi Valier Sammartini

La famille Valier (ou Valiero) est une famille patricienne de Venise, originaire d'Adria.

## Historique
Elle fait partie du Maggior Consiglio à sa clôture en 1297 et y siége jusqu'à la chute de la République. D'aucuns, dont Amelot dans Aquila Valeria,prêtent à cette famille une origine romaine par le Gens Valeria. Les Valier auraient eu le titre de Duc dans l'Archipel et auraient possédé des îles.

## Armes

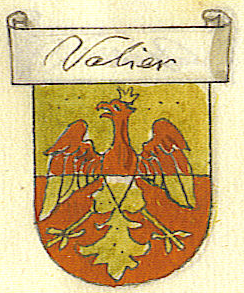
Armes des Valier

Les armes de la famille se blasonnent ainsi coupés d'or et de gueules avec une Aigle éployée couronnée de l'un en l'autre.

## Personnalités

### Doges
- Bertuccio Valiero fut doge de Venise ;
- Silvestro Valiero (28 mars 1630 – 7 juillet 1700) fut doge de Venise ;

### Autres personnalités
- Agostino Valier, évêque de Vérone fut créé cardinal par Grégoire XII en 1571 ;
- Pietro Valier, archevêque de Corfou, fut créé cardinal par Paul V ;
- Andrea Valier, auteur de l'  Historia della guerra di Candia, 1679.

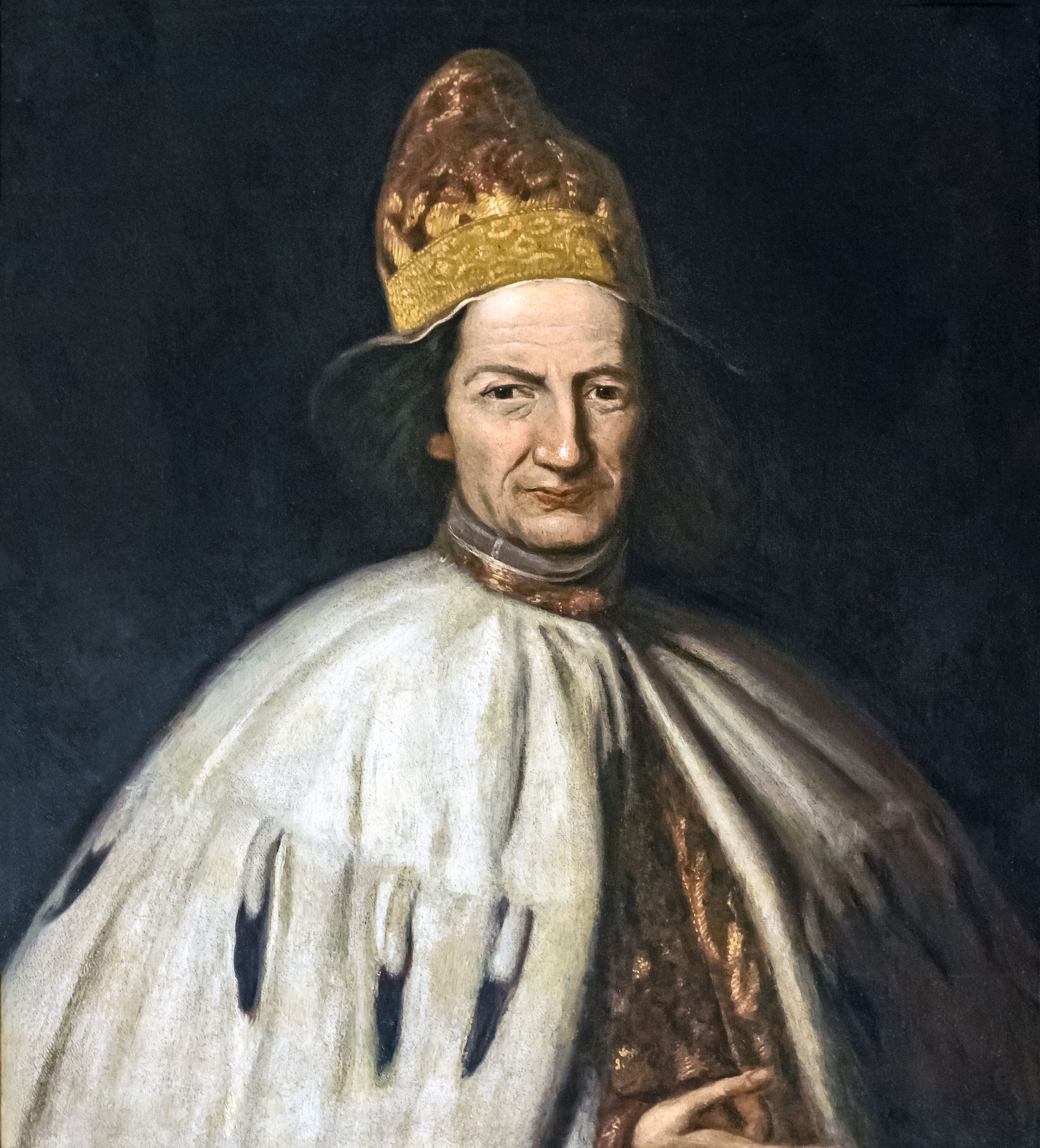
Doge Silvestro Valier

## Demeures
- Palais Valier Da Riva
- Palais Balbi Valier Sammartini
- Palais Duodo Balbi Valier
- Palais Valier
- Palais Duodo Balbi Valier (Santa Croce) (en)